# Mai-Ndombe (province)
 (décembre 2018).
Si vous disposez d'ouvrages ou d'articles de référence ou si vous connaissez des sites web de qualité traitant du thème abordé ici, merci de compléter l'article en donnant les références utiles à sa vérifiabilité et en les liant à la section « Notes et références ».
Pour les articles homonymes, voir Mai-Ndombe.
La province de Mai-Ndombe est une province de la république démocratique du Congo créée en 2015 à la suite de l'éclatement de la province du Bandundu. Anciennement dénommée District Léopold II, elle a été divisée en deux districts. La partie orientale a gardé le nom de district Mai-Ndombe, la partie occidentale étant dénommée Plateaux.

## Géographie
Géographiquement, la province de Mai-Ndombe est comprise entre 16° et 20° 30′ de longitude Est, de 2° et 4° de latitude Sud. Ainsi elle est bornée au nord par la province de l’Équateur, au nord-est par la province de la Tshuapa, à l’ouest par le fleuve Congo qui le sépare de la république du Congo, au sud par l’affluent Kasaï et à l’est par la province du Kasaï. Sa superficie est de 127 341 km2. Sur le plan administratif, il est subdivisé en 8 territoires, 19 secteurs et 52 groupements.
La province de Mai-Ndombe est située dans la cuvette centrale. De l’est à l’ouest et du nord au sud, le relief est bas et monotone avec une altitude faible de 500 m en moyenne. Province frontalière du centre-ouest du pays, elle est limitrophe de deux départements de la république du Congo et cinq provinces de la république démocratique du Congo.
| Plateaux | Équateur   | Tshuapa |
| Pool     | Mai-Ndombe | Kasaï   |
| Kinshasa | Kwilu      |         |

### Climat et végétation

#### Climat

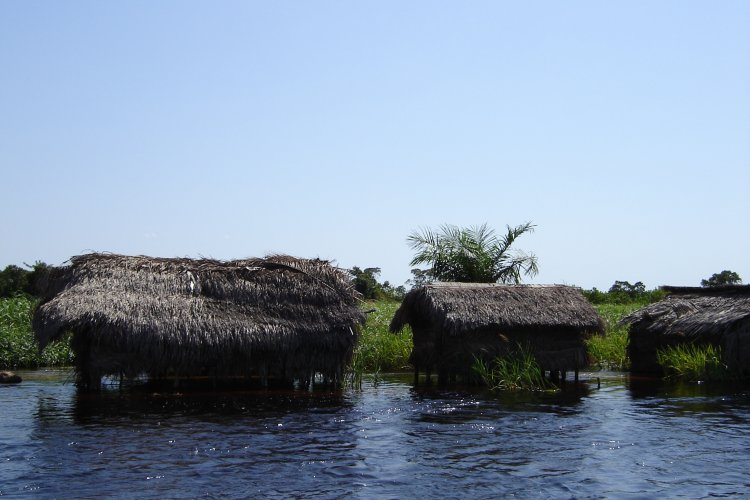
Photo du lac Mai-Ndombe.

Le Mai-Ndombe connaît un climat de transition qui se situe entre le climat équatorial et le climat tropical. Ce climat est caractérisé par une température moyenne élevée de 25 °C, une faible amplitude thermique annuelle de moins de 1 °C de la cité d’Inongo jusqu’au Nord (territoires de Kiri et d’Oshwe) et de 1 à 3 °C pour le reste du district, des pluies abondantes dont les précipitations annuelles sont de l’ordre de 1 600 mm à l’Ouest, de 1 800 mm au centre et de 2 000 mm au Nord et une saison sèche nette et bien marquée. En effet, on distingue deux saisons des pluies et deux saisons sèches. La grande saison des pluies va de février à mai et la grande saison sèche de mai à septembre. La petite saison des pluies se situe entre septembre et janvier, tandis que la petite saison sèche va de mi-janvier à mi-février. La température moyenne est de 28 °C pendant la saison des pluies et de 24 °C pendant la saison sèche.

#### Végétation
La végétation présente les grandes variétés suivantes :
De la cité de Kutu jusqu’au territoire de Kiri au Nord, nous avons une forêt dense sempervirente, c’est la forêt équatoriale aux grands arbres formant un dôme continu de 35–45 m. De la cité de Kutu jusqu’au territoire de Kwamouth, au Sud, la végétation est caractérisée par une forêt claire et par la savane.

### Sols, sous-sols et hydrographie

#### Sols
Les sols sont constitués principalement des areno-ferrals (sols sableux à faible teneur en argile, moins de 20%). Leur fertilité varie de moyenne à médiocre. Les meilleures terres agricoles (sols sablo-argileux) se rencontrent dans le territoire de Kutu et dans les environs de la cité de Mushie.
La première culture vivrière ayant un pourcentage d’occupation du sol plus élevé est le manioc avec plus de 50% d’espace occupé pour l’ensemble de toutes les cultures vivrières.
La deuxième culture est le maïs avec 25 à 50 % d’espace occupé, suivi de la banane, du riz, des pommes de terre, des ignames, etc.
Les cultures industrielles en l’occurrence le palmier, le coton, le cacao, le caoutchouc, la canne à sucre, le café sont largement présentes.
L’élevage de bovin traditionnel pratiqué dans la sous-région peur atteindre 10 000 à 50 000 têtes et presque partout, la pêche artisanale est pratiquée dans les rivières très poissonneuses comme Lokoro, lukenie, lutoy, molibampe, etc.
Avec une forêt équatoriale estimée à 95 000 km2, on y trouve plusieurs essences des bois dont le bois noir, bleu, tola, lifake, etc.
Seule la Société de développement des forêts (SODEFOR) exploite ces bois dans ses chantiers situés dans les territoires d’Inongo, d’Oshwe. Ainsi les essences forestières du territoire de Kiri restent intactes malgré une exploitation de 1991 à 1995 par la Société kiroise des Bois (SOKIBOIS).
Le sable blanc et très fin d’Isenge ya ngamba au large d’Inongo est utilisé pour l’industrie des verres.

#### Sous-sols
Les études anciennes et récentes font état de la présence d’une nappe de pétrole dans cette cuvette centrale dans les territoires d’Oshwe, Inongo, Kutu et Kiri dont la prospection a été réalisée et aboutie par la société américaine Esso, du diamant dans les territoires d’Inongo et Kiri, de l’uranium dans le lac Mai-Ndombe au large de la cité d’Inongo et du charbon.
La Commission nationale de l'énergie confirme des suintement dans les puits de Ilanga Kole et écoulement d'hydrocarbures dans le ruisseau Mapo et le long des failles telles que : faille de Bunu, Kipala, Sia, Tolo, Bombai et Nga.
On a découvert aussi selon ladite commission, du coltan à Bolobo et du diamant à Yumbi.

#### Hydrographie
À part le lac Mai-Ndombe, aucune grande rivière ne prend sa source dans les territoires du district. Le seul avantage est celui d’être traversé et baigné par les grands cours d’eau du pays en l’occurrence : fleuve Congo, affluent Kasaï, rivières Lutoy, Lukenie, Lokoro, Mfimi, Molibampe.

## Histoire
Mai-Ndombe signifie Eau noire, Mai veut dire eau en lingala et diverses langues congolaises, Ndombe signifie noir en kikongo. Ce mélange de termes lingala et kikongo dans la dénomination Mai-Ndombe est attribué aux compagnons d’Henry Morton Stanley.
La province de Mai-Ndombe, aujourd’hui réunifiée de ses deux districts, à savoir, le district de Mai-Ndombe et des Plateaux, créé le 17 juillet 1895 par arrêté royal. Le 9 août de la même année, une circulaire du Gouverneur général fixa les frontières. Par le décret royal du 23 décembre 1901, le Roi Léopold II fit du district Lac Léopold II un domaine de la Couronne (Terre domaniale ou terre vacante). En 1906, le chef-lieu fut transféré de Malepie (Kutu) à Inongo.

## Divisions administratives
L’organisation administrative de la province est formée par deux anciens districts du Bandundu : Mai-Ndombe et Plateaux.
District Mai-Ndombe
- Inongo

1. Basengele : Mbelo, Mpenge, Ngongo, Bokote
2. Bolia : Ibeke, Lukanga, Nkita, Bokwala
3. Inongo : Ntombanzale, Ibenga, Iyambe

- Kiri

1. Beronge : Ilanga, Bakonda, Iyembe
2. Lutoy : Weli, Ngali, Ibeke, Bolongo
3. Penzwa : Djombo, Lioko, Waya, Besongo, Nkondi

- Kutu

1. Kemba : Dwele, Mbantin
2. Mfimi : Mabie, Mba-Ushie, Lenvina Nord, Lenvina Sud
3. Luabu : Mbelo, Bobaai
4. Badia : Badia
5. Bateke : Batere

- Oshwe

1. Nkaw : Bokongo, Imoma, Mbiliankamba
2. Lokolama : Bolendo, Bolongo
3. Lukenie : Ipanga, Betito
4. Kangara : Booli, Etwali

District des Plateaux
- Bolobo : Bateke Nord, Mbee, Bwema
- Yumbi : Mongama, Baboma Nord, Batende, Banunu
- Mushie : Baboma, Banunu, Bampe Baboma Bantu,
- Kwamouth : Bateke Sud Baboma Sud

La province est constituée d'une ville et de huit territoires :
| CD33     | Province de Mai-Ndombe | Province de Mai-Ndombe | Province de Mai-Ndombe | Province de Mai-Ndombe |
| Code INS | Subdivision            | Chef-lieu              | Superficie (km²)       | Population             |
| -------- | ---------------------- | ---------------------- | ---------------------- | ---------------------- |
|          | Ville d'Inongo         | Inongo                 |                        | 45 159                 |
| 3021     | Territoire d'Inongo    | Inongo                 | 24 149                 |                        |
| 3022     | Territoire de Kiri     | Kiri                   | 12 070                 | 121 604                |
| 3023     | Territoire d'Oshwe     | Oshwe                  | 41 732                 |                        |
| 3024     | Territoire de Kutu     | Kutu                   | 18 674                 |                        |
| 3061     | Territoire de Bolobo   | Bolobo                 | 4 056                  | 121 270                |
| 3062     | Territoire de Kwamouth | Kwamouth               | 14 552                 |                        |
| 3063     | Territoire de Mushie   | Mushie                 | 11 860                 |                        |
| 3064     | Territoire de Yumbi    | Yumbi                  | 2 549                  | 186 292                |

## Population
Les principales tribus qui peuplent le District sont les suivantes : Ntomba-Nzale, Sengele, Bolia, Nkundo, Dza, tow, Ekonda, Sakata, Teke, Nunu de Mushie, Bampe, Boma, Nunu-Bobangi, Tiene.

## Économie

### Énergies
Situé à côté de l’équateur, ce district regorge d’énormes potentialités en énergie solaire, éolienne le long du lac Mai-Ndombe et hydroélectrique à travers les micro barrages sur les rivières Lokoro, Mfimi et Lukenie.

### Transport et communication
Le district de Mai-Ndombe est une des régions de la République Démocratique du Congo où le réseau fluvial constitue le moyen de communication le plus utilisé.
Cependant, les routes carrossables souvent en mauvais état traversent cette région. Il n’existe ni chemin de fer ni route asphaltée.
les cités d’Inongo, de Nioki, Bokoro, Semendwa, Kutu, Tolo,etc sont reliées par téléphonie mobile. Il n’y a pas de connexion Internet et tout se passe comme si 45 ans après l’indépendance le district d’Inongo est encore le domaine de la Couronne Belge tant tout reste à l’état naturel malgré tous les atouts.